# باران سیاه (فیلم آمریکایی)
باران سیاه (انگلیسی: Black Rain) فیلمی در ژانر اکشن و مهیج به کارگردانی ریدلی اسکات است که در سال ۱۹۸۹ منتشر شد.

## بازیگران
- مایکل داگلاس - نیک کانکلین
- اندی گارسیا - چارلی وینسنت
- کن تاکاکورا - ماساهیرو ماتسوموتو
- کیت کپشا - جویس
- یوساکو ماتسودا - کوجی ساتو
- جان اسپنسر - الیور
- لوئیس گازمن - فرنکی
- استیون روت - برگ
- ریچارد ریلی - کراون

## داستان
نیک کانکلین یک پلیس شهر نیویورک است که …